# 세토노야촌
세토노야촌(瀬戸谷村)은 시즈오카현의 중부, 시다군속했던 촌이다. 현재의 후지에다시 서부에 해당한다.

## 역사
- 1889년 4얼 1일 - 정촌제 시행에 의해 시다군 세토노야촌이 성립하였다.
- 1955년 2월 15일 - 후지에다시에 편입해, 동일 세토노야촌은 폐지되었다.

## 참고 문헌
- 가도카와 일본 지명 대사전 22 静岡県